# Малбашић
Малбашић је југословенски ТВ филм из 1986. године. Режирао га је Владимир Момчиловић а сценарио је написао Радивоје Бојичић.

## Улоге
| Глумац           | Улога                   |
| ---------------- | ----------------------- |
| Предраг Лаковић  | Малбашић                |
| Милош Жутић      | Малбашићев друг из рата |
| Љиљана Јовановић |                         |